# ایلین بلر

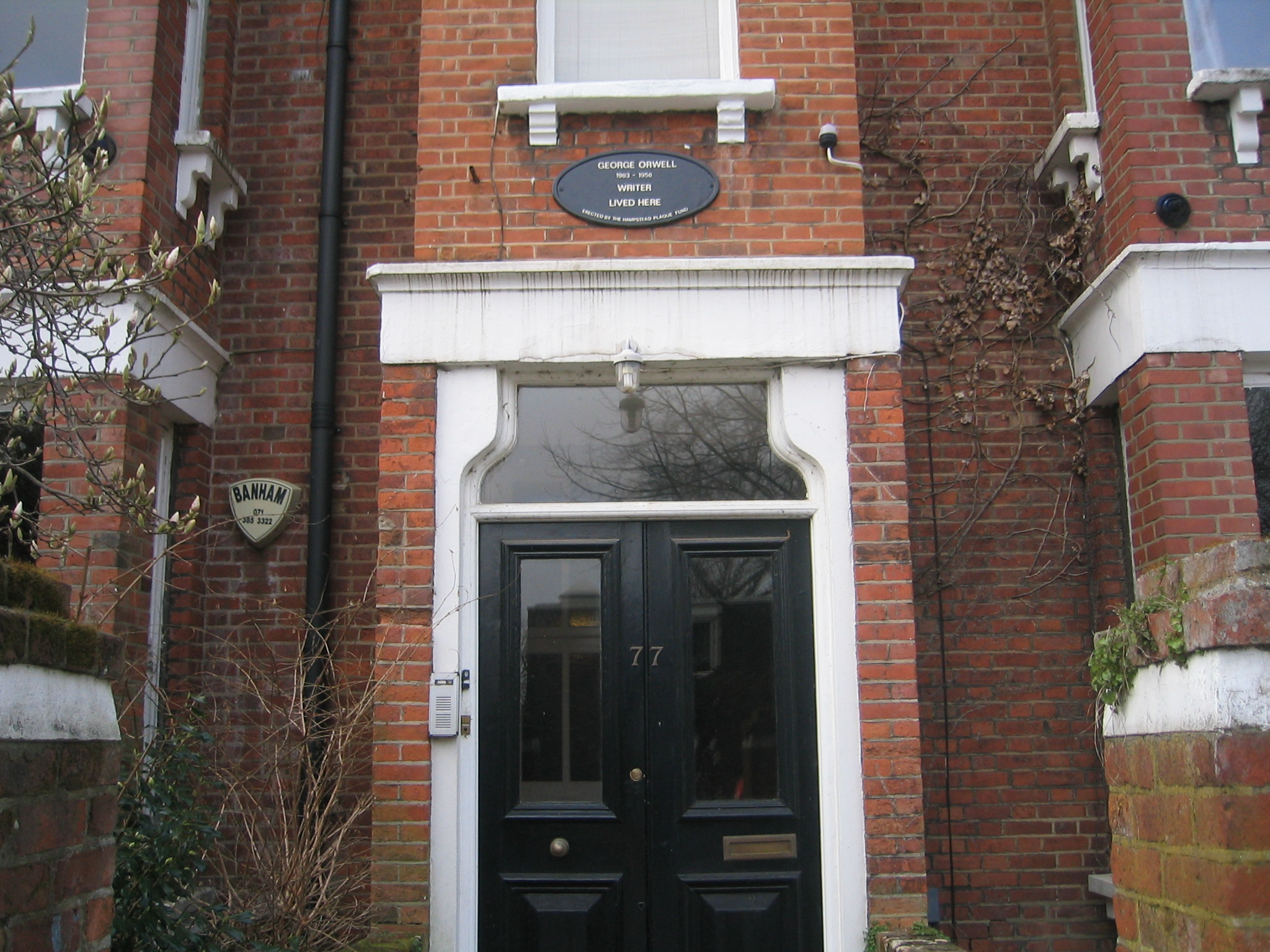
خانه در همپستد یک پلاک آبی دارد

ایلین مود بلر (به انگلیسی: Eileen Maud Blair) (قبل از ازدواج اوشانیزی)، (۲۵ سپتامبر ۱۹۰۵ – ۲۹ مارس ۱۹۴۵) همسر اول جورج اورول (اریک آرتور بلر) بود.
او در ساوت شیلدز در شمال شرقی انگلستان به دنیا آمد. مادرش ماری اوشانیزی و پدرش لارنس اوشانیزی، یک کارمند گمرک بود.

## تحصیلات و اوایل زندگی
اوشانیزی در دبیرستان کلیسای ساندرلند شرکت کرد. در پاییز ۱۹۲۴، او وارد کالج سنت هیو، آکسفورد، شد و در آنجا زبان انگلیسی خواند. در سال ۱۹۲۷، او مدرک درجه دوم بالاتر را دریافت کرد. 
در پاییز ۱۹۳۴، ایلین در دانشگاه کالج لندن برای یک دوره دو ساله فارغ‌التحصیل در روانشناسی آموزشی ثبت نام کرد که منجر به اخذ مدرک کارشناسی ارشد هنر شد. ایلین به ویژه به آزمایش هوش در کودکان علاقه‌مند بود و خیلی زود تصمیم گرفت که موضوع پایان نامه ای باشد که قرار است بنویسد. الیزاوتا فن (با نام مستعار لیدیا جکسون جیبورتوویچ)، دانش‌آموزی که یکی از نزدیک‌ترین دوستان اوشانیزی شد، در آن زمان برای اولین بار با او ملاقات کرد: «او بیست و هشت سال داشت و چندین سال جوان‌تر به نظر می‌رسید. او قد بلند و باریک بود، شانه‌هایش نسبتاً پهن و بلند بود. او چشمان آبی و موهای قهوه ای تیره و به‌طور طبیعی موج دار داشت. جورج یک بار گفت که او "چهره گربه ای" دارد – و می‌توان دید که این به جذاب‌ترین معنای درست است…" 
ابرادر بزرگترش لارنس اوشانیسی، یک جراح قفسه سینه بود. ایلین در نامه‌ای برادرش را «یکی از فاشیست‌های طبیعت» توصیف کرد.

## ازدواج
ایلین در بهار ۱۹۳۵ با اریک بلر آشنا شد. در آن زمان بلر در ۷۷ پارلمان هیل در همپستید زندگی می‌کرد و اتاقی در آپارتمان طبقه اول روزالیند هنشل اوبرمایر، خواهرزاده رهبر ارکستر و آهنگساز سر جورج هنشل و دوست مابل فیرز داشت.
روزالیند اوبرمایر در حال گذراندن دوره پیشرفته روانشناسی در دانشگاه کالج لندن بود. یک روز عصر او تعدادی از دوستان و آشنایان خود را به یک مهمانی دعوت کرد. یکی «زن جوان جذابی بود که روزالیند او را به‌خوبی نمی‌شناخت، اگرچه اغلب در سخنرانی‌ها در کنار هم می‌نشستند: نام او آیلین اوشاگنسی بود». الیزاوتا فن در خاطراتش اورول را به یاد می‌آورد، اورول و دوست و مرشدش ریچارد ریس، که به شومینه «پیچیده» شده بودند و به نظر او «پره خورده و پیر شده بودند». 
اریک بلر سال بعد، در ۹ ژوئن ۱۹۳۶، در کلیسای سنت مری، والینگتون، هرتفوردشایر، با آیلین اوشاگنسی ازدواج کرد (به عنوان اریک آرتور بلر و آیلین ماد اوشاگنسی؛ در این زمان او تنها در نوشته‌هایش به عنوان اورول شناخته می‌شد. دوستان او را با نام اریک یا بلر می‌شناختند؛ و او «هیچ‌وقت نتوانست آن را تغییر دهد». بلر، اگرچه یکی از اعضای غیرمعاون کلیسای انگلستان بود، «به اندازه‌ای سنت‌گرا بود که بخواهد در آن ازدواج کند». آنها سعی کردند بچه دار شوند، اما آیلین باردار نشد و بعداً فهمیدند که اورول عقیم است، همان‌طور که به راینر هپنستال گفت، همان‌طور که آیلین به الیزاوتا فن اعتماد کرد. 
آیلین در طول جنگ داخلی اسپانیا به همسرش در اسپانیا پیوست. آیلین برای پستی در دفتر جان مک‌نیر، رهبر حزب کارگر مستقل که ورود داوطلبان انگلیسی را هماهنگ می‌کرد، داوطلب شد و با کمک ژرژ کوپ از شوهرش دیدن کرد و برای او چای، شکلات و سیگار انگلیسی آورد. او در این زمان با کاپ رابطه داشت (آیلین و اورول «ازدواج تا حدودی باز» داشتند). در ژوئن ۱۹۳۷، وضعیت سیاسی بدتر شده بود و اورول و آیلین در معرض تهدید قرار داشتند و مجبور بودند دراز بکشند، اگرچه آنها برای کمک به کوپ پوشش خود را شکستند. آنها پس از مرتب کردن گذرنامه‌های خود، با قطار از اسپانیا فرار کردند و قبل از بازگشت به انگلستان، برای اقامت کوتاهی به Banyuls-sur-Mer رفتند.
در آغاز جنگ جهانی دوم، آیلین در بخش سانسور وزارت اطلاعات در لندن شروع به کار کرد و در طول هفته با خانواده اش در گرینویچ ماند. برادرش لارنس در حین تخلیه از دانکرک بر اثر انفجار بمب کشته شد، پس از آن، به گفته الیزاوتا فن، «تسلط او به زندگی، که هرگز خیلی محکم نبود، به‌طور قابل توجهی سست شد.» 
در بهار ۱۹۴۲، او شغل خود را تغییر داد و در وزارت غذا مشغول به کار شد. در ژوئن ۱۹۴۴ او و اریک پسر سه هفته‌ای را به نام ریچارد هوراتیو پذیرفتند. در یکی از آخرین نامه‌های خود به بلر، آیلین از ترتیباتی برای اجاره و تزئین بارن‌هیل، ژورا، خانه‌ای که اورول بیشتر کتاب‌های نوزده هشتاد و چهار را – اما او قبل از اینکه بارن‌هیل را ببیند درگذشت.

## مرگ
لارنس اوشانیزی برادر ایلین با گوئن هانتون ازدواج کرده بود. گوئن ملکی به نام «گریستون» در نزدیکی کارلتون، شهرستان دورهام داشت که پس از مرگ عمه دخترش خالی مانده بود. بلرها در سالهای ۱۹۴۴ و ۱۹۴۵ بارها در آنجا ماندند. هنگامی که حملات «بمب پرنده» آغاز شد، گوئن فرزندانش را به محل تخلیه کرد و ریچارد زمانی که بلرها از آپارتمانشان در مایدا ویل در ژوئن ۱۹۴۴ بمباران شدند، به آنجا رفت.
در اوایل سال ۱۹۴۵، آیلین در وضعیت سلامتی بسیار ضعیفی بود و برای اقامت در آنجا رفت. جویس پریچارد، پرستار بچه اوشانیزی، گفت که آیلین بین ژوئیه ۱۹۴۴ و مارس ۱۹۴۵ مکرراً از گریستون بازدید کرده‌است.
ایلین در ۲۹ مارس ۱۹۴۵ در نیوکاسل از تاین تحت بیهوشی درگذشت. او سی و نه سال داشت. به عبارت تحقیق: «نارسایی قلبی در حالی که تحت بیهوشی اتر و کلروفرم به‌طور ماهرانه و مناسب برای عمل برداشتن رحم تجویز می‌شود.» او و ریچارد در آن زمان در گریستون زندگی می‌کردند و اورول در پاریس به عنوان خبرنگار جنگ برای آبزرور کار می‌کرد. او در روز شنبه ۳۱ مارس به گریستون رسید. او در گورستان سنت اندرو و جسموند، وست جسموند، نیوکاسل آپون تاین به خاک سپرده شده‌است.

## تأثیر بر نوشته‌های اورول
برخی از پژوهشگران براین باورند که ایلین تأثیر زیادی بر نوشته‌های اورول داشته‌است. گمان می‌شود که رمان نوزده و هشتاد و چهار اورول ممکن است تحت تأثیر یکی از شعرهای آیلین، پایان قرن، ۱۹۸۴ باشد، این شعر در سال ۱۹۳۴ برای جشن گرفتن پنجاهمین سالگرد مدرسه ای که او به آن رفت، یعنی دبیرستان کلیسای ساندرلند سروده شد.
اگرچه این شعر یک سال قبل از ملاقات او با بلر سروده شده‌است، اما شباهت‌هایی بین دیدگاه آینده نگر شعر آیلین و آن در نوزده هشتاد و چهار وجود دارد، از جمله استفاده از کنترل ذهن، و ریشه کن کردن آزادی شخصی توسط یک دولت امنیتی. 